# Convolvulus virgatus
Convolvulus virgatus är en vindeväxtart som beskrevs av Pierre Edmond Boissier. Convolvulus virgatus ingår i släktet vindor, och familjen vindeväxter. Inga underarter finns listade i Catalogue of Life.

## Bildgalleri

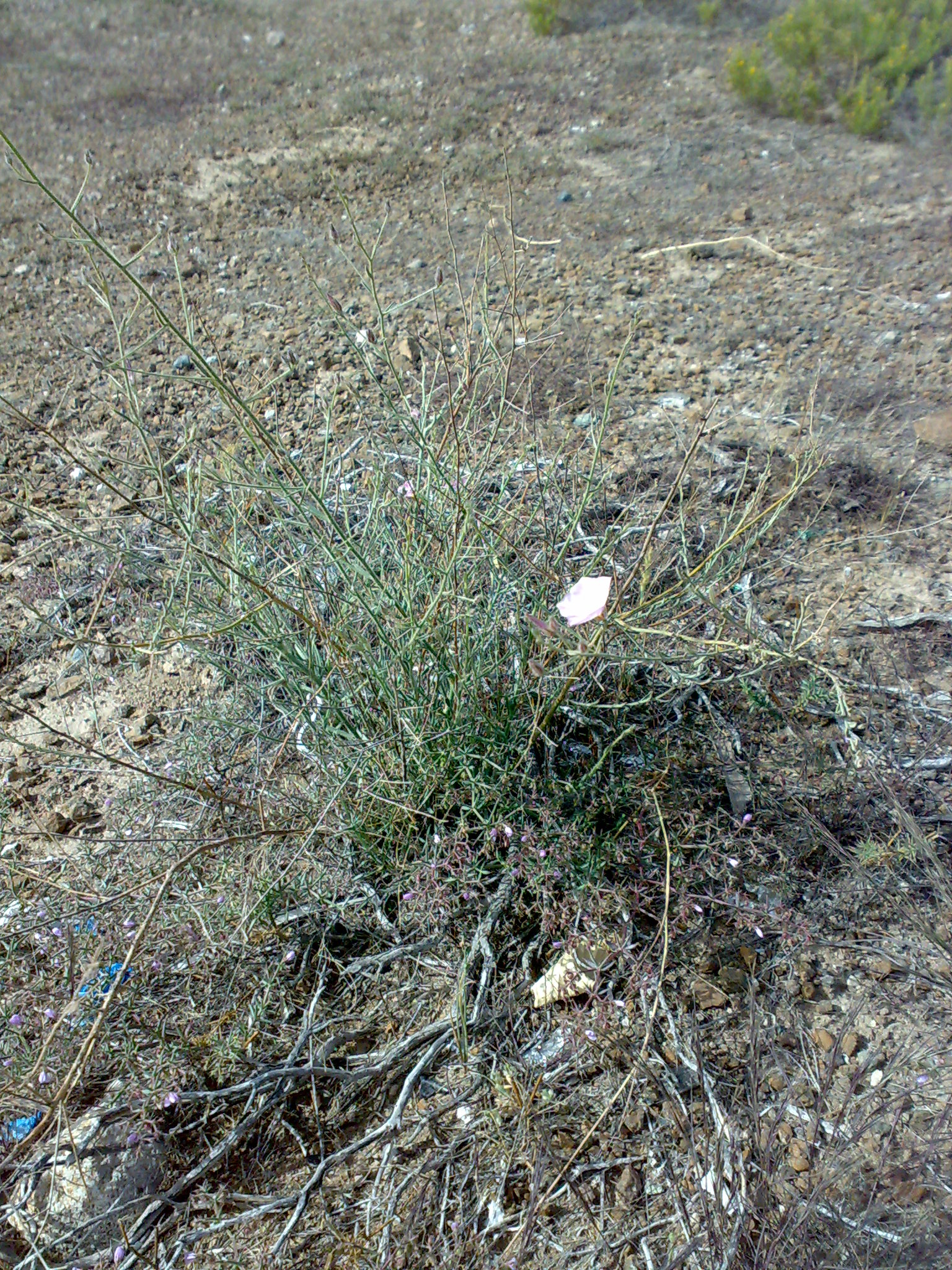
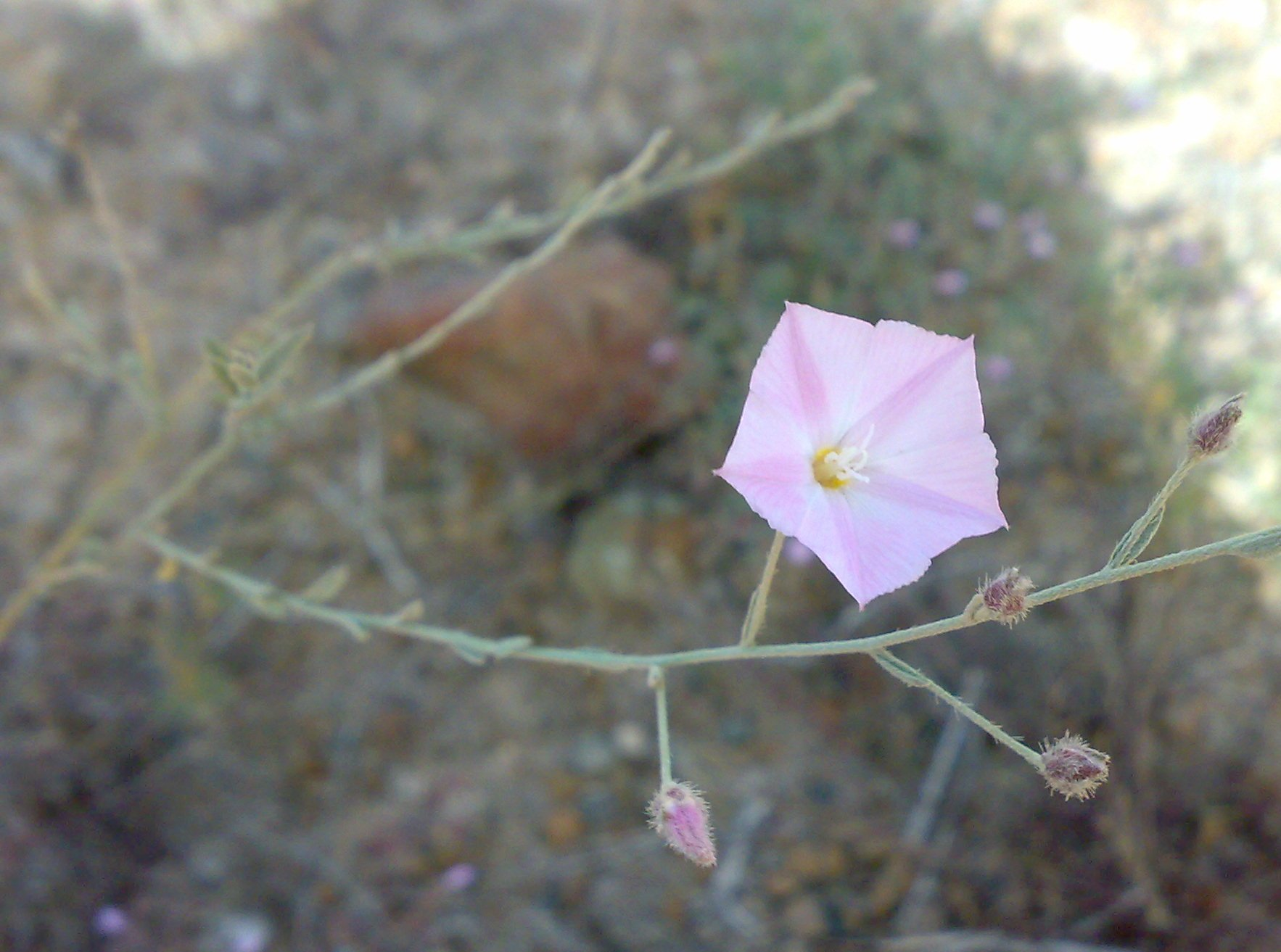
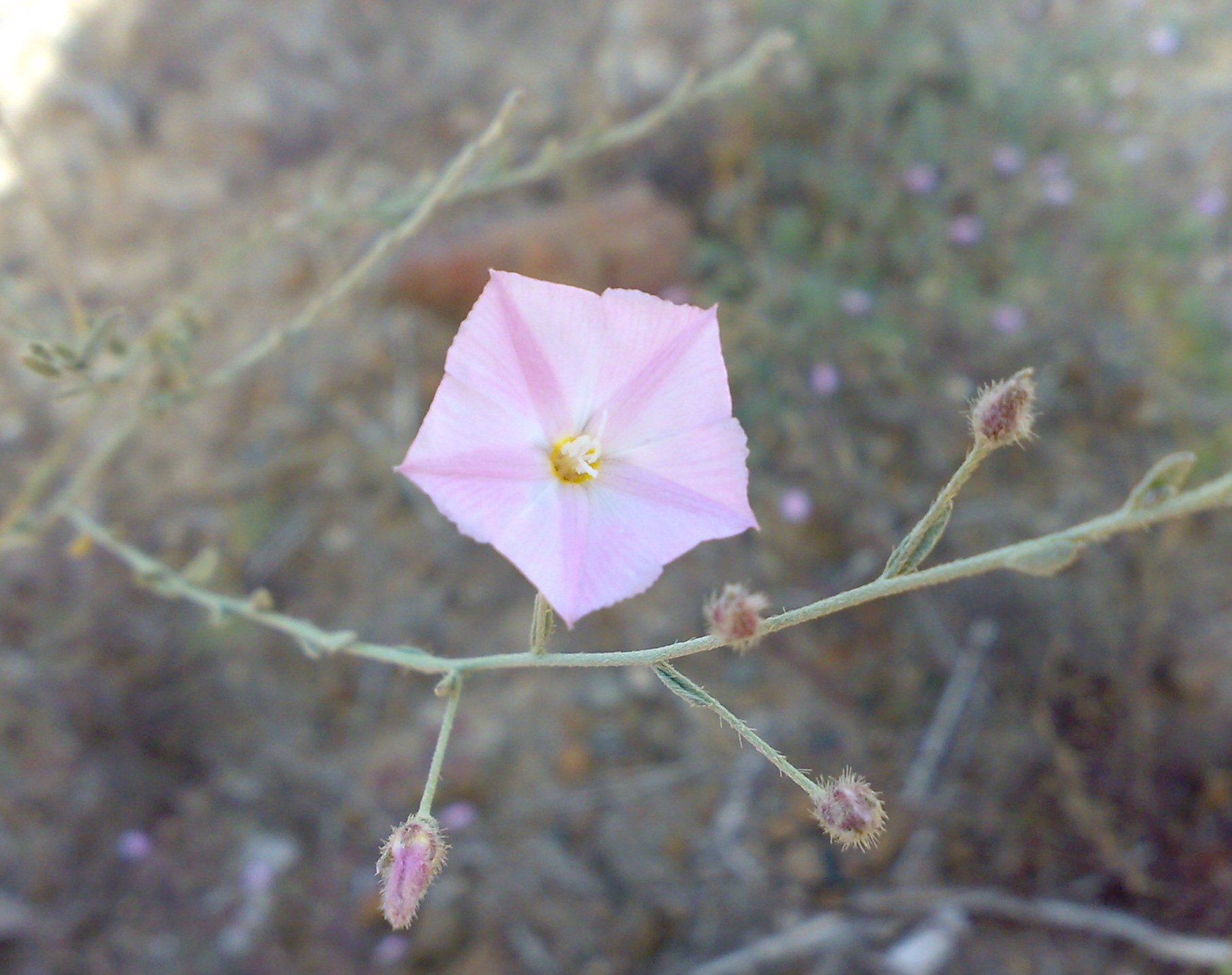
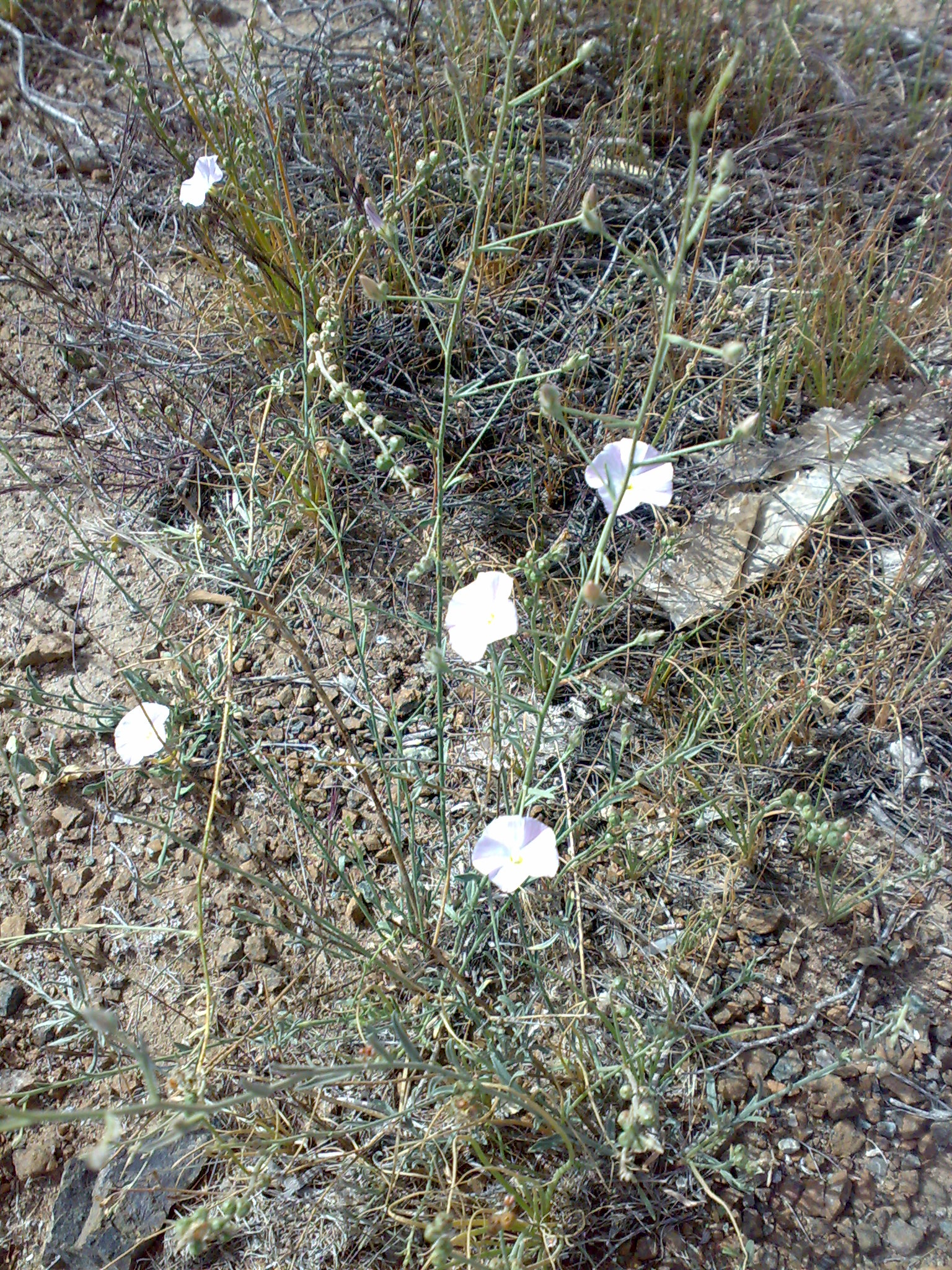
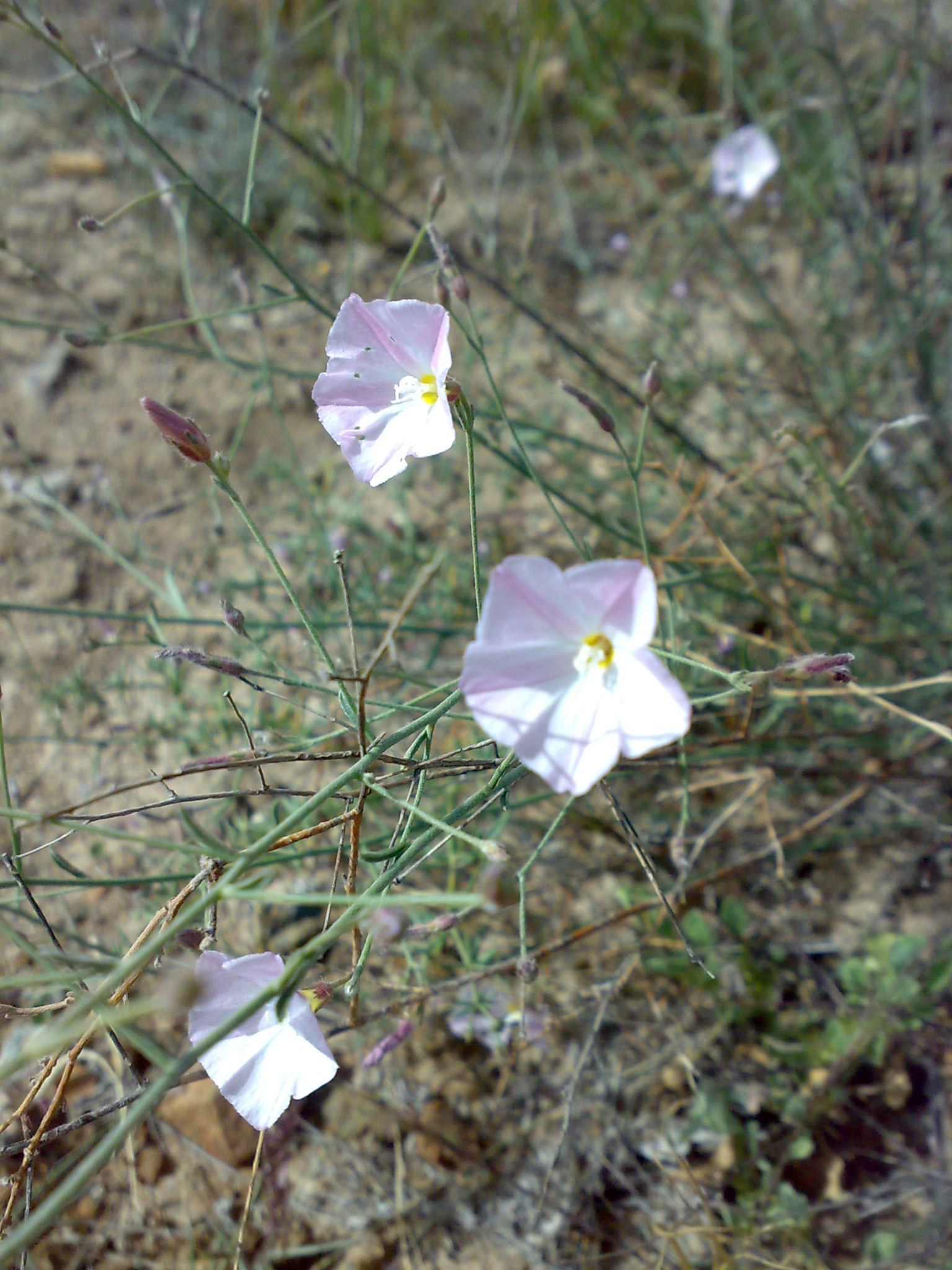